# Kirsten Lehfeldt
Kirsten Eli Lehfeldt (Skanderborg, 19 de dezembro de 1952) é uma atriz dinamarquesa. Ela é mais conhecida por seu papel no filme Corações Flamejantes (Flamberede hjerter) de 1986, pelo qual ganhou os prêmios Bodil e Robert de Melhor Atriz.